# 소정리역
소정리역(Sojeongni station, 小井里驛)은 세종특별자치시 소정면 소정리에 있는 경부선의 철도역이다. 주로 컨테이너 및 유류화물을 취급하고 있다. 2014년 차내발권역으로 지정되었고, 2017년 7월부터 여객 취급이 중지되었다.

## 연혁
- 1906년 1월 20일 : 영업 개시
- 1907년 9월 20일: 의병의 공격으로 역사 소실[1]
- 1942년 1월 1일: 역사 신축
- 1976년 5월 20일: 소화물 취급 중단
- 1985년 10월 30일: 군 전용선 개설
- 1993년 4월 15일: 승차권 차내 취급역으로 지정
- 1999년 12월 27일: CY(컨테이너 야드) 조성 완료
- 2002년 8월 25일: 역사 개보수 완료
- 2004년 3월 30일: 화재로 역사 소실
- 2005년 1월 1일: 역사 재건축
- 2014년: 물류본부 출범으로 차내취급역이 됨
- 2017년 6월 30일: 여객 취급 중지

## 역 구조
2면 4선의 쌍섬식 승강장이 있는 지상역이다. 2004년 3월 30일 새벽 전기 누전으로 인한 화재가 발생하면서 1942년에 완공된 구 역사가 소실되어 2005년 1월에 약간 축소된 규모의 현대식 건물로 재건축되었다. 새로 건축된 건물은 출입구가 정면에 위치한 것이 아닌, 측면에 위치해 있는 특이한 구조를 지니고 있다.

## 역 주변
- 소정치안센터
- 소정초등학교
- 소정면행정복지센터